# Calliphora fuscipennis
Calliphora fuscipennis este o specie de muște din genul Calliphora, familia Calliphoridae. A fost descrisă pentru prima dată de Jaennicke în anul 1867. Conform Catalogue of Life specia Calliphora fuscipennis nu are subspecii cunoscute.